# Stellaria chilensis
Stellaria chilensis là loài thực vật có hoa thuộc họ Cẩm chướng. Loài này được Ped. miêu tả khoa học đầu tiên.